# ريتشل أرميتاغ
ريتشل أرميتاغ (بالإنجليزية: Rachelina Hepburn Armitage)‏ هي عاملة اجتماعية نيوزيلندية، ولدت في 22 أبريل 1873، وتوفيت في 14 مايو 1955.